# 1924년 전국체육대회 야구
1924년 전국체육대회 야구는 일제강점기 조선 경성부에서 개최된 1924년 전국체육대회의 경기 종목이다. '제5회 전조선야구대회'로 개최되었으며 1924년 5월 16일부터 5월 17일까지 배재고등보통학교 운동장에서 개최되었다.

## 대회 진행

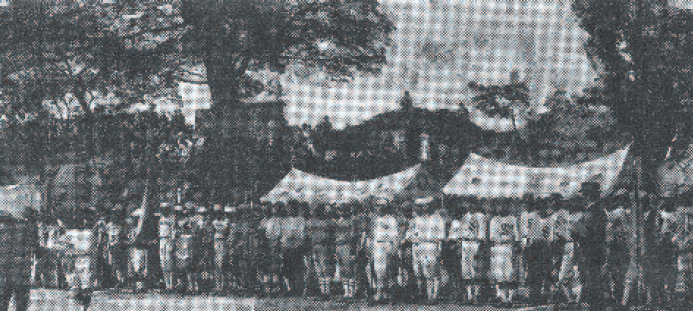
개막식

제5회 전조선야구대회는 1924년 5월 16일부터 이틀간 일제강점기 조선 경성부에 있는 배재고등보통학교 운동장에서 개최되었다. 이번 대회부터 신설된 소학부 종목에는 공옥보통학교, 인천공립보통학교, 협성보통학교 등 3개 선수단이 참가했고, 중학부 종목에는 배재고등보통학교, 중앙고등보통학교, 휘문고등보통학교 등 3개 선수단이 출전했으며, 청년부 종목에서는 대구청년단, 세브란스의학전문, 조선야구단, 태화교청년단 등 4개 선수단이 참가했다. 소학부 종목에서는 인천공립보통학교가 결승에서 협성보통학교를 10:7로 이기며 우승했고, 중학부 종목에서는 배재고등보통학교가 결승에서 휘문고등보통학교를 22:2로 이기며 우승을 차지했고, 청년부 종목에서는 대구청년단이 결승에서 10:3으로 조선야구단을 이기며 우승했다.

## 경기장
| 경기장                  | 도시 | 좌석 | 수용 | 부문   | 세부 종목 | 비고 |
| ----------------------- | ---- | ---- | ---- | ------ | --------- | ---- |
| 배재고등보통학교 운동장 | 경성 |      |      | 전부문 | 남자      |      |

## 야구단
| 부문        | 야구단                                       | 도시 | 첫 참가 | 횟수 | 비고 |
| ----------- | -------------------------------------------- | ---- | ------- | ---- | ---- |
| 청년부 남자 | 대구청년회 야구단 (경북)                     | 대구 | 1921    | 4    |      |
| 청년부 남자 | 세브란스연합의학전문학교교우회 야구단 (경기) | 경성 | 1924    | 1    |      |
| 청년부 남자 | 조선 야구단 (경기)                           | 경성 | 1924    | 1    |      |
| 청년부 남자 | 태화교청년회 야구단 (경기)                   | 경성 | 1924    | 1    |      |
|             |                                              |      |         |      |      |
| 중학부 남자 | 배재고등보통학교 야구단 (경기)               | 경성 | 1920    | 4    |      |
| 중학부 남자 | 중앙고등보통학교 야구단 (경기)               | 경성 | 1920    | 5    |      |
| 중학부 남자 | 휘문고등보통학교 야구단 (경기)               | 경성 | 1920    | 5    |      |
|             |                                              |      |         |      |      |
| 소학부 남자 | 공옥소학교 야구단 (경기)                     | 경성 | 1924    | 1    |      |
| 소학부 남자 | 인천공립보통학교 야구단 (경기)               | 인천 | 1924    | 1    |      |
| 소학부 남자 | 협성보통학교 야구단 (경기)                   | 경성 | 1924    | 1    |      |

## 경기 일정
| 1924년    | 1924년    | 5월  | 5월  | 5월 |
| 1924년    | 1924년    | 16일 | 17일 |     |
| --------- | --------- | ---- | ---- | --- |
| 청년부    | 남자      |      |      |     |
| 중학부    | 남자      |      |      |     |
| 소학부    | 남자      |      |      |     |
| 일일 합계 | 일일 합계 | 0    | 3    |     |
| 누적 합계 | 누적 합계 | 0    | 3    |     |

## 경기 결과

### 청년부
|  | 준결승                                       | 준결승             |                          |    | 결승 | 결승 |
|  |                                              |                    |                          |    |      |      |
|  | 5월 16일 - 경성                              |                    |                          |    |      |      |
|  |                                              |                    |                          |    |      |      |
|  | 태화교청년회 야구단 (경기)                   | 0                  |                          |    |      |      |
|  | 태화교청년회 야구단 (경기)                   | 0                  | 5월 17일 - 경성          |    |      |      |
|  | 대구청년회 야구단 (경북)                     | 13                 |                          |    |      |      |
|  | 대구청년회 야구단 (경북)                     | 13                 | 대구청년회 야구단 (경북) | 10 |      |      |
|  | 5월 16일 - 경성                              |                    | 대구청년회 야구단 (경북) | 10 |      |      |
|  |                                              | 조선 야구단 (경기) | 3                        |    |      |      |
|  | 세브란스연합의학전문학교교우회 야구단 (경기) | 조선 야구단 (경기) | 3                        | 6  |      |      |
|  | 세브란스연합의학전문학교교우회 야구단 (경기) |                    |                          | 6  |      |      |
|  | 조선 야구단 (경기)                           | 10                 |                          |    |      |      |
|  | 조선 야구단 (경기)                           | 10                 |                          |    |      |      |

청년부 남자 종목에서는 대구청년회 야구단, 세브란스연합의학전문학교교우회 야구단, 조선 야구단, 태화교청년회 야구단 등 4개 야구단이 참가했다. 1924년 5월 16일 15시 20분에 시작된 세브란스연합의학전문학교교우회 야구단과 조선 야구단 간의 준결승 첫 번째 경기는 조선 야구단이 10:6으로 이기고 결승에 진출했고, 17시 30분경에 뒤이어 진행된 태화교청년회 야구단과 대구청년회 야구단 간의 준결승 두 번째 경기는 대구청년회 야구단이 13:0으로 이기고 결승에 진출했다. 1924년 5월 17일 17시 50분에 시작된 대구청년회 야구단과 조선 야구단 간의 결승 경기는 대구청년회 야구단이 10:3로 이기며 우승을 차지했다.

### 중학부
|  | 준결승                         | 준결승 |                                |    | 결승 | 결승 |
|  |                                |        |                                |    |      |      |
|  |                                |        |                                |    |      |      |
|  |                                |        |                                |    |      |      |
|  |                                |        |                                |    |      |      |
|  | 5월 17일 - 경성                |        |                                |    |      |      |
|  |                                |        |                                |    |      |      |
|  | 휘문고등보통학교 야구단 (경기) | 2      |                                |    |      |      |
|  | 휘문고등보통학교 야구단 (경기) | 2      | 5월 16일 - 경성                |    |      |      |
|  |                                |        | 배재고등보통학교 야구단 (경기) | 22 |      |      |
|  | 배재고등보통학교 야구단 (경기) | 25     | 배재고등보통학교 야구단 (경기) | 22 |      |      |
|  | 배재고등보통학교 야구단 (경기) | 25     |                                |    |      |      |
|  | 중앙고등보통학교 야구단 (경기) | 2      |                                |    |      |      |
|  | 중앙고등보통학교 야구단 (경기) | 2      |                                |    |      |      |

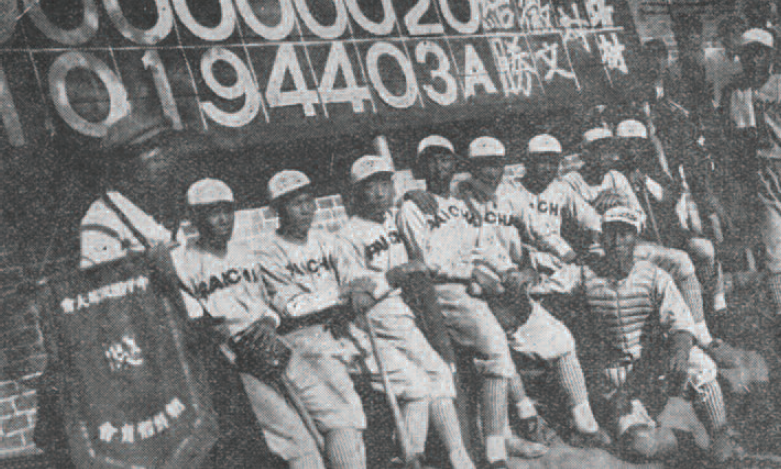
중학부에서 우승한 배재고등보통학교 야구단

중학부 남자 종목에서는 배재고등보통학교 야구단, 중앙고등보통학교 야구단, 휘문고등보통학교 야구단 등 3개 야구단이 참가했다. 1924년 5월 16일에 진행된 배재고등보통학교 야구단과 중앙고등보통학교 야구단 간의 준결승 경기는 배재고등보통학교 야구단이 25:2로 이기고 결승에 진출했다. 1924년 5월 17일 15시에 시작된 휘문고등보통학교 야구단과 배재고등보통학교 야구단 간의 결승 경기는 배재고등보통학교 야구단이 22:2로 이기며 우승을 차지했다.

### 소학부
|  | 준결승                         | 준결승 |                            |   | 결승 | 결승 |
|  |                                |        |                            |   |      |      |
|  |                                |        |                            |   |      |      |
|  |                                |        |                            |   |      |      |
|  |                                |        |                            |   |      |      |
|  | 5월 17일 - 경성                |        |                            |   |      |      |
|  |                                |        |                            |   |      |      |
|  | 인천공립보통학교 야구단 (경기) | 10     |                            |   |      |      |
|  | 인천공립보통학교 야구단 (경기) | 10     | 5월 16일 - 경성            |   |      |      |
|  |                                |        | 협성보통학교 야구단 (경기) | 7 |      |      |
|  | 공옥소학교 야구단 (경기)       | 5      | 협성보통학교 야구단 (경기) | 7 |      |      |
|  | 공옥소학교 야구단 (경기)       | 5      |                            |   |      |      |
|  | 협성보통학교 야구단 (경기)     | 13     |                            |   |      |      |
|  | 협성보통학교 야구단 (경기)     | 13     |                            |   |      |      |

소학부 남자 종목에서는 공옥소학교 야구단, 인천공립보통학교 야구단, 협성보통학교 야구단 등 3개 야구단이 참가했다. 1924년 5월 16일에 진행된 공옥소학교 야구단과 협성보통학교 야구단 간의 준결승 경기는 협성보통학교 야구단이 13:5로 이기고 결승에 진출했다. 1924년 5월 17일 10시 40분에 시작된 인천공립보통학교 야구단과 협성보통학교 야구단 간의 결승 경기는 인천공립보통학교 야구단이 10:7로 이기며 초대 우승을 차지했다.

## 메달 집계

### 최종 순위
| 순위 | 선수단   | 금메달 | 은메달 | 동메달 | 메달 합계 |
| ---- | -------- | ------ | ------ | ------ | --------- |
| 1    | 경기도   | 2      | 3      | 4      | 9         |
| 2    | 경상북도 | 1      | 0      | 0      | 1         |
| 합계 | 합계     | 3      | 3      | 4      | 10        |

### 청년부 메달 집계
| 순위 | 선수단   | 금메달 | 은메달 | 동메달 | 메달 합계 |
| ---- | -------- | ------ | ------ | ------ | --------- |
| 1    | 경상북도 | 1      | 0      | 0      | 1         |
| 2    | 경기도   | 0      | 1      | 2      | 3         |
| 합계 | 합계     | 1      | 1      | 2      | 4         |

### 중학부 메달 집계
| 순위 | 선수단 | 금메달 | 은메달 | 동메달 | 메달 합계 |
| ---- | ------ | ------ | ------ | ------ | --------- |
| 1    | 경기도 | 1      | 1      | 1      | 3         |
| 합계 | 합계   | 1      | 1      | 1      | 3         |

### 소학부 메달 집계
| 순위 | 선수단 | 금메달 | 은메달 | 동메달 | 메달 합계 |
| ---- | ------ | ------ | ------ | ------ | --------- |
| 1    | 경기도 | 1      | 1      | 1      | 3         |
| 합계 | 합계   | 1      | 1      | 1      | 3         |

### 메달 수상자
| 종목        | 금                             | 은                             | 동                                           |
| ----------- | ------------------------------ | ------------------------------ | -------------------------------------------- |
| 청년부 남자 | 대구청년회 야구단 (경북)       | 조선 야구단 (경기)             | 세브란스연합의학전문학교교우회 야구단 (경기) |
| 청년부 남자 | 대구청년회 야구단 (경북)       | 조선 야구단 (경기)             | 태화교청년회 야구단 (경기)                   |
|             |                                |                                |                                              |
| 중학부 남자 | 배재고등보통학교 야구단 (경기) | 휘문고등보통학교 야구단 (경기) | 중앙고등보통학교 야구단 (경기)               |
|             |                                |                                |                                              |
| 소학부 남자 | 인천공립보통학교 야구단 (경기) | 협성보통학교 야구단 (경기)     | 공옥소학교 야구단 (경기)                     |

## 참고 문헌
- “대한체육회 국내종합경기대회”. 대한체육회.
- “제5회 전국체육대회”. 대한체육회.
- “제5회 전국체육대회 야구 경기 결과”. 대한체육회.
- “제5회 전국체육대회 야구 청년부 경기 결과”. 대한체육회.
- “제5회 전국체육대회 야구 청년부 남자 단체 경기 결과”. 대한체육회.
- “제5회 전국체육대회 야구 중학부 경기 결과”. 대한체육회.
- “제5회 전국체육대회 야구 중학부 남자 단체 경기 결과”. 대한체육회.
- “제5회 전국체육대회 야구 소학부 경기 결과”. 대한체육회.
- “제5회 전국체육대회 야구 소학부 남자 단체 경기 결과”. 대한체육회.
- 《대한체육회 50년》. 대한체육회. 1970. 2020년 11월 8일에 원본 문서에서 보존된 문서. 2022년 11월 5일에 확인함.
- 《대한체육회 70년사》. 대한체육회. 1990. 2020년 11월 8일에 원본 문서에서 보존된 문서. 2022년 11월 5일에 확인함.
- 《대한체육회 90년사》. 대한체육회. 2011. 2020년 11월 8일에 원본 문서에서 보존된 문서. 2022년 11월 5일에 확인함.
- 대한체육회 100주년 기념사업부 (2020). 《대한민국 체육 100년》. 대한체육회.
- 《대한민국 체육 100년 Ⅰ 통사 (민족과 함께 한 대한민국 체육 100년)》. 대한체육회. 2020.
- 《대한민국 체육 100년 Ⅱ 민족의 구심체, 조선체육회 (1920~1945)》. 대한체육회. 2020.
- 《대한민국 체육 100년 Ⅲ 세계를 향한 도전 (1945~1980)》. 대한체육회. 2020.
- 《대한민국 체육 100년 Ⅳ 스포츠로 꽃피운 대한민국 (1981~2000)》. 대한체육회. 2020.
- 《대한민국 체육 100년 Ⅴ 스포츠강국을 넘어 선진국으로(2001~2020)》. 대한체육회. 2020.
- 《한국야구사》. 대한야구협회. 1999.
- 홍순일 (2013). 《한국 야구사 연표》 (PDF). 한국야구위원회. 2024년 7월 6일에 원본 문서 (PDF)에서 보존된 문서. 2024년 7월 28일에 확인함.
- “제5회 전국체육대회 야구 경기 결과”. 대한체육회.[깨진 링크(과거 내용 찾기)]
- “今年野球大會(금년야구대회)는”. 동아일보. 1924년 4월 30일.
- “野球大會申請(야구대회신청)은 오는십일이내로하라”. 1924-05-01.
- “第五回全朝鮮野球大會(제오회전조선야구대회)”. 동아일보. 1924년 5월 2일.
- “野球大會綱領(야구대회강령)”. 동아일보. 1924년 5월 4일.
- “第五回全朝鮮野球大會(제오회전조선야구대회)”. 동아일보. 1924년 5월 5일.
- “第五回全朝鮮野球大會(제오회전조선야구대회)”. 동아일보. 1924년 5월 7일.
- “第五回全朝鮮野球大會(제오회전조선야구대회)”. 동아일보. 1924년 5월 8일.
- “第五回全朝鮮野球大會(제오회전조선야구대회)”. 동아일보. 1924년 5월 10일.
- “野球大會抽籖(야구대회추첨)은”. 동아일보. 1924년 5월 13일.
- “野球大會(야구대회)는十六日(십육일)”. 동아일보. 1924년 5월 15일.
- “朝鮮體育會主催(조선체육회주최) 野球大會(야구대회)”. 조선일보. 1924년 5월 15일.
- “血戰(혈전)의幕(막)이열리는 壯嚴(장엄)한野球大會(야구대회)”. 동아일보. 1924년 5월 16일.
- “今日(금일) 午前九時(오전구시)부터貞洞培材運動塲(정동배재운동장)에서 第五回全鮮野球大會豫選戰(제오회전선야구대회예선전)”. 동아일보. 1924년 5월 16일.
- “今日(금일) 午前九時(오전구시)부터貞洞培材運動塲(정동배재운동장)에서 第五回全朝鮮野球大會决勝戰(제오회전조선야구대회결승전)”. 동아일보. 1924년 5월 17일.
- “朝鮮體育會主催(조선체육회주최)로 貞洞培材運動塲(정동배재운동장)에셔開催(개최)된 全朝鮮野球大會(전조선야구대회) (上(상))구름갓치모인관람자 (下(하))룡호갓치싸호는광경”. 조선일보. 1924년 5월 18일.
- “去益壯快(거익장쾌)한最後决勝戰(최후결승전)”. 동아일보. 1924년 5월 18일.
- “必勝(필승)을期(기)하는 靑年團(청년단)의豫選戰(예선전)은”. 동아일보. 1924년 5월 18일.
- “朝鮮對世醫戰(조선대세의전) 十對六(십대육)으로朝鮮勝(조선승)”. 동아일보. 1924년 5월 18일.
- “大邱對太華戰(대구대태화전) 十三對零(십삼대령)으로大邱勝(대구승)”. 동아일보. 1924년 5월 18일.
- “少年野球(소년야구)의二日(이일)”. 조선일보. 1924년 5월 18일.
- “第五回(제오회) 全朝鮮野球戰(전조선야구전)”. 조선일보. 1924년 5월 19일.
- “野球大會(야구대회)를보고”. 동아일보. 1924년 5월 19일.
- “盛况裡(성황리)에終幕(종막)”. 동아일보. 1924년 5월 19일.
- “小學團(소학단)의 决勝戰蹟(결승전적)”. 동아일보. 1924년 5월 19일.
- “仁普軍(인보군)의凱旋(개선) 多數出迎中(다수출영중)에歸校(귀교)”. 동아일보. 1924년 5월 19일.
- “徽文軍敗戰(휘문군패전)과”. 조선일보. 1924년 5월 20일.
- “第五回全朝鮮(제오회전조선) 野球大會(야구대회) (一(일))”. 동아일보. 1924년 5월 21일.
- “仁普優勝行列(인보우승행렬)”. 조선일보. 1924년 5월 21일.
- “優勝祝賀會(우승축하회)”. 조선일보. 1924년 5월 22일.
- “第五回全朝鮮(제오회전조선) 野球大會(야구대회) (二(이))”. 동아일보. 1924년 5월 22일.
- “第五回全朝鮮(제오회전조선) 野球大會(야구대회) (三(삼))”. 동아일보. 1924년 5월 23일.